# Rally Dakar 2014

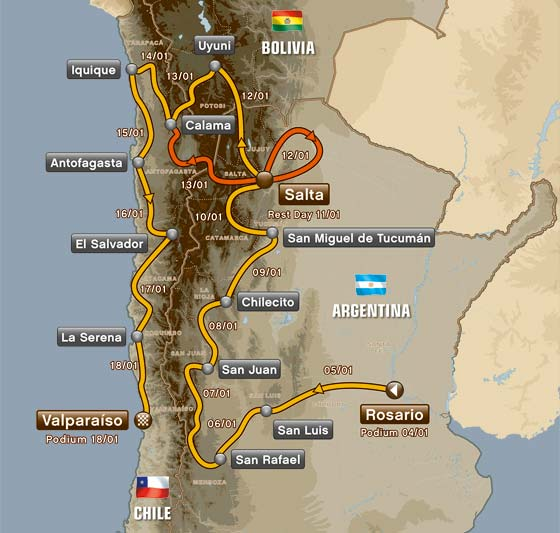
Mappa della Dakar 2014

Il Rally Dakar 2014 è stata la 35ª edizione del Rally Dakar con partenza da Rosario in Argentina ed arrivo a Valparaíso in Cile, la 6ª consecutiva disputata in Sudamerica. L'edizione è stata funestata dalla morte del motociclista belga Eric Palante e da quella di due giornalisti argentini.

## Tappe
| #  | Data       | Partenza                 | Arrivo                   | Moto                     | Auto                     | Camion                   | Quad                     |
| -- | ---------- | ------------------------ | ------------------------ | ------------------------ | ------------------------ | ------------------------ | ------------------------ |
| 1  | 5 gennaio  | Rosario                  | San Luis                 | Joan Barreda Bort        | Carlos Sousa             | Ayrat Mardeev            |                          |
| 2  | 6 gennaio  | San Luis                 | San Rafael               | Sam Sunderland           | Stéphane Peterhansel     | Gérard de Rooy           |                          |
| 3  | 7 gennaio  | San Rafael               | San Juan                 | Joan Barreda Bort        | Nani Roma                | Andrey Karginov          |                          |
| 4  | 8 gennaio  | San Juan                 | Chilecito                | Joan Pedro Garcia        | Carlos Sainz             | Gérard de Rooy           |                          |
| 5  | 9 gennaio  | Chilecito                | San Miguel de Tucumán    | Marc Coma                | Nani Roma                | Dmitry Sotnikov          |                          |
| 6  | 10 gennaio | San Miguel de Tucumán    | Salta                    | Alain Duclos             | Stéphane Peterhansel     | Peter Versluis           |                          |
|    | 11 gennaio | Giorno di riposo a Salta | Giorno di riposo a Salta | Giorno di riposo a Salta | Giorno di riposo a Salta | Giorno di riposo a Salta | Giorno di riposo a Salta |
| 7  | 12 gennaio | Salta                    | Salta - Uyuni            | Joan Barreda Bort        | Carlos Sainz             | Eduard Nikolaev          |                          |
| 8  | 13 gennaio | Salta - Uyuni            | Calama                   | Cyril Despres            | Nasser Al-Attiyah        | Andrey Karginov          |                          |
| 9  | 14 gennaio | Calama                   | Iquique                  | Marc Coma                | Stéphane Peterhansel     | Andrey Karginov          |                          |
| 10 | 15 gennaio | Iquique                  | Antofagasta              | Joan Barreda Bort        | Nasser Al-Attiyah        | Karel Loprais            |                          |
| 11 | 16 gennaio | Antofagasta              | El Salvador              | Cyril Despres            | Orlando Terranova        | Andrey Karginov          |                          |
| 12 | 17 gennaio | El Salvador              | La Serena                | Cyril Despres            | Stéphane Peterhansel     | Gérard de Rooy           |                          |
| 13 | 18 gennaio | La Serena                | Valparaíso               | Joan Barreda Bort        | Giniel de Villiers       | Karel Loprais            |                          |

## Classifiche

### Moto
| Pos | No. | Pilota           | Mezzo  | Squadra                         | Tempo    | diff     |
| --- | --- | ---------------- | ------ | ------------------------------- | -------- | -------- |
| 1   | 2   | Marc Coma        | KTM    | KTM Red Bull Rally Factory Team | 54:50:03 |          |
| 2   | 4   | Jordi Viladoms   | KTM    | KTM Red Bull Rally Factory Team | 56:43:29 | +1:52:27 |
| 3   | 6   | Olivier Pain     | Yamaha | Yamaha Factory Racing           | 56:50:56 | +2:00:03 |
| 4   | 1   | Cyril Despres    | Yamaha | Yamaha Factory Racing           | 56:56:31 | +2:05:03 |
| 5   | 7   | Hélder Rodrigues | Honda  | HRC Rally                       | 57:02:02 | +2:11:09 |
| 6   | 15  | Kuba Przygoński  | KTM    | Orlen KTM Rally Factory Team    | 57:22:39 | +2:31:46 |
| 7   | 3   | Joan Barreda     | Honda  | HRC Rally                       | 57:44:54 | +2:54:01 |
| 8   | 26  | Daniel Gouet     | Honda  | Tamarugal XC Rally Team         | 58:01:27 | +3:10:34 |
| 9   | 19  | Štefan Svitko    | KTM    | Oraving Slovnaft Team           | 58:41:03 | +3:50:10 |
| 10  | 9   | David Casteu     | KTM    | Team Casteu                     | 58:49:02 | +3:58:09 |

### Quads
| Pos | No. | Pilota             | Quad   | Tempo    | diff      |
| --- | --- | ------------------ | ------ | -------- | --------- |
| 1   | 251 | Ignacio Casale     | Yamaha | 68:28:04 |           |
| 2   | 252 | Rafał Sonik        | Yamaha | 69:54:53 | +1:26:49  |
| 3   | 255 | Sebastian Husseini | Honda  | 74:08:28 | +5:40:24  |
| 4   | 263 | Mohammed Abu-Issa  | Honda  | 78:35:15 | +10:07:11 |
| 5   | 268 | Victor Gallegos    | Honda  | 78:51:45 | +10:23:41 |
| 6   | 276 | Jeremías González  | Yamaha | 80:18:21 | +11:50:17 |
| 7   | 296 | Sergey Karyakin    | Yamaha | 84:08:05 | +15:40:01 |
| 8   | 258 | Daniel Mazzucco    | Can-Am | 86:15:52 | +17:47:48 |
| 9   | 267 | Santiago Hansen    | Yamaha | 86:19:49 | +17:51:45 |
| 10  | 266 | Daniel Domaszewski | Honda  | 88:53:17 | +20:25:13 |

### Auto
| Pos | No. | Pilota               | Navigatore          | Mezzo  | Squadra                    | Tempo    | diff     |
| --- | --- | -------------------- | ------------------- | ------ | -------------------------- | -------- | -------- |
| 1   | 304 | Nani Roma            | Michel Périn        | Mini   | Monster Energy X-Raid Team | 50:44:58 |          |
| 2   | 300 | Stéphane Peterhansel | Jean-Paul Cottret   | Mini   | Monster Energy X-Raid Team | 50:50:36 | +5:38    |
| 3   | 302 | Nasser Al-Attiyah    | Lucas Cruz          | Mini   | Q X-Raid Team              | 51:41:50 | +56:52   |
| 4   | 302 | Giniel de Villiers   | Dirk von Zitzewitz  | Toyota | Imperial Toyota            | 52:04:05 | +1:19:07 |
| 5   | 307 | Orlando Terranova    | Paulo Fiuza         | Mini   | Monster Energy X-Raid Team | 52:12:42 | +1:27:44 |
| 6   | 309 | Krzysztof Hołowczyc  | Konstantin Zhiltsov | Mini   | Monster Energy X-Raid Team | 54:40:40 | +3:55:42 |
| 7   | 328 | Marek Dabrowski      | Jacek Czachor       | Toyota | Orlen Team                 | 56:19:23 | +5:34:25 |
| 8   | 315 | Christian Lavieille  | Jean-Pierre Garcin  | Haval  | Haval Rally Team           | 56:20:48 | +5:35:50 |
| 9   | 332 | Martin Kaczmarski    | Filipe Palmeiro     | Mini   | Lotto X-Raid Team          | 57:43:10 | +6:58:10 |
| 10  | 314 | Vladimir Vasilyev    | Vitaliy Yevtyekhov  | Mini   | X-Raid Team                | 57:44:32 | +6:59:34 |

### Camion
| Pos | No. | Pilota           | Navigatore                            | Mezzo | Tempo    | diff     |
| --- | --- | ---------------- | ------------------------------------- | ----- | -------- | -------- |
| 1   | 506 | Andrey Karginov  | Andrey Mokeev Igor Devyatkin          | Kamaz | 55:00:28 |          |
| 2   | 501 | Gérard de Rooy   | Tom Colsoul Darek Rodewald            | Iveco | 55:03:39 | +3:11    |
| 3   | 500 | Eduard Nikolaev  | Sergey Savostin Vladimir Rybakov      | Kamaz | 56:35:20 | +1:34:52 |
| 4   | 549 | Dmitry Sotnikov  | Vyatcheslav Mizyukaev Andrey Aferin   | Kamaz | 58:22:38 | +3:22:10 |
| 5   | 545 | Anton Shibalov   | Robert Amatych Almaz Khisamiev        | Kamaz | 59:37:53 | +4:37:25 |
| 6   | 504 | Aleš Loprais     | Serge Bruynkens Radim Pustějovský     | Tatra | 60:04:29 | +5:04:01 |
| 7   | 507 | Hans Stacey      | Detlef Ruf Bernard der Kinderen       | Iveco | 60:15:25 | +5:14:57 |
| 8   | 510 | René Kuipers     | Moises Torrallardona Jan van der Vaet | MAN   | 61:31:36 | +6:31:08 |
| 9   | 508 | Marcel van Vliet | Marcel Pronk Artur Klein              | MAN   | 62:07:21 | +7:06:53 |
| 10  | 534 | Pep Vila         | Peter van Eerd Xavi Colome            | Iveco | 62:54:03 | +7:53:35 |